# Atlasaurus
Atlasaurus ist eine Gattung sauropoder Dinosaurier aus den mitteljurasischen Stufen Bathonium bis Callovium des heutigen Marokkos.

## Etymologie
Der Gattungsname Atlasaurus nimmt Bezug sowohl auf den Fundort im Atlasgebirge als auch auf den Titanen Atlas der griechischen Mythologie in Kombination mit dem latinisierten altgriechischen Wort σαῦρος (sauros = „Eidechse“, „Salamander“). Der Artzusatz imelakei leitet sich ab von der Transliteration des arabischen Wortes عملاق („imelake“) für „Riese“.

## Beschreibung
Atlasaurus wurde etwa 5 Meter hoch und 15 Meter lang, während er ein Gewicht von ungefähr 22 Tonnen erreichte. Bemerkenswert ist, dass er im Vergleich zu anderen basalen Sauropoden einen sehr kurzen Hals besaß, dafür jedoch überdurchschnittlich lange Beine. Im Gegensatz zu z. B. Mamenchisaurus entwickelte er also evolutionsbedingt längere Vordergliedmaßen statt einem gedehnten Hals, um seine Chancen bei der Nahrungssuche zu steigern.

## Klassifikation
Trotz des fast vollständigen Skeletts ist es durch die ungewöhnlichen Merkmale von Atlasaurus schwierig ihn eindeutig zuzuordnen. Er wurde innerhalb der Sauropoden klassifiziert.